# 通格島

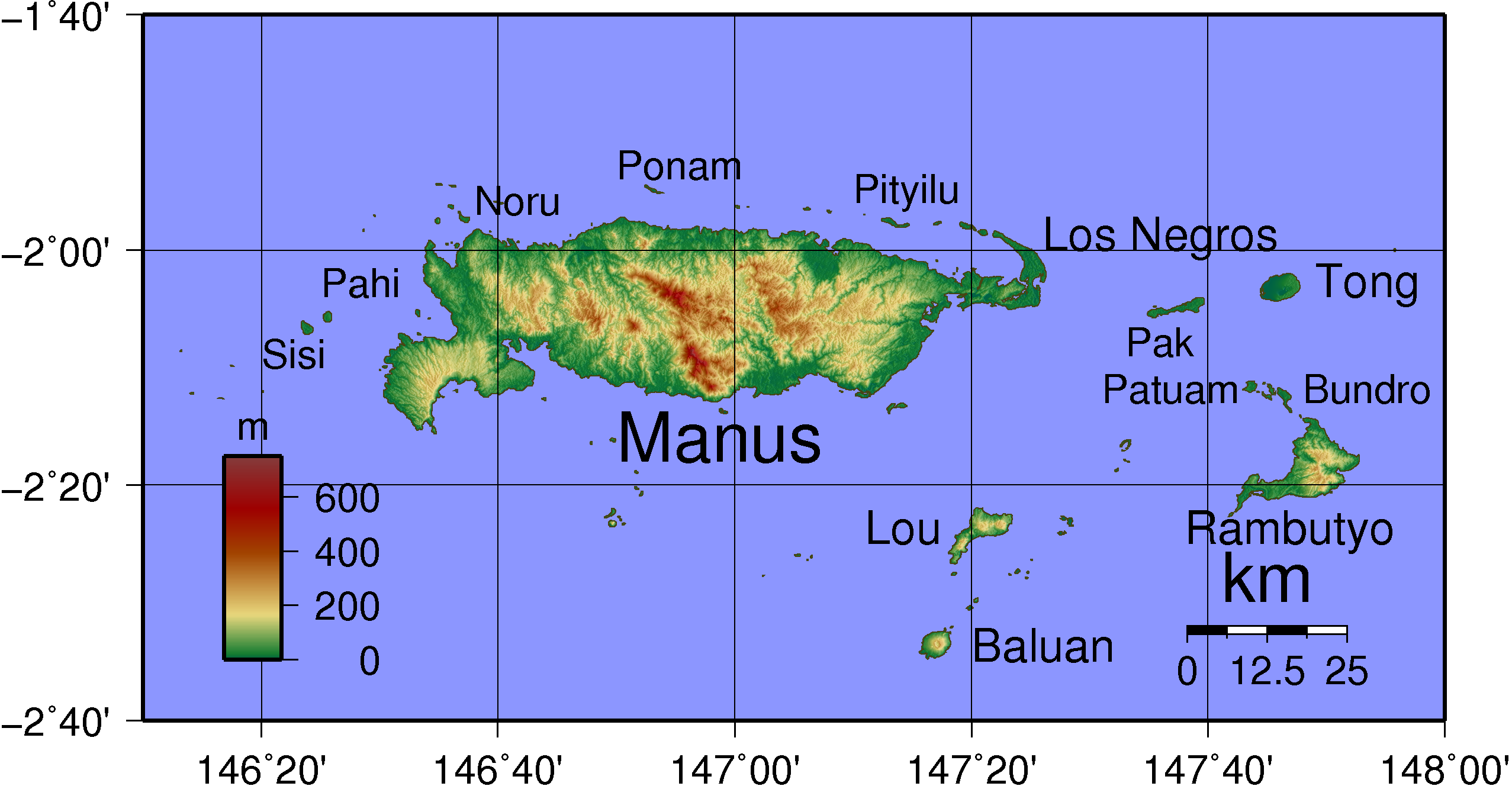

通格島是巴布亞新畿內亞的島嶼，位於馬努斯島以東50公里的太平洋海域，屬於阿德默勒爾蒂群島的一部分，由馬努斯島負責管轄，長6.5公里、寬3.5公里，面積25平方公里，人口約400。